# Khánh Hiệp
Khánh Hiệp là một xã thuộc huyện Khánh Vĩnh, tỉnh Khánh Hòa, Việt Nam.
Xã Khánh Hiệp có diện tích 162,39 km², dân số năm 1999 là 2305 người, mật độ dân số đạt 14 người/km².